# Anthemis dicksoniae
Anthemis dicksoniae là một loài thực vật có hoa trong họ Cúc. Loài này được Ghafoor mô tả khoa học đầu tiên năm 1997.